# John Whiteaker
John Whiteaker (4 mai 1820 – 2 octobre 1902) est un homme politique américain. Démocrate, il sert comme premier gouverneur de l'État de l'Oregon de 1858 à 1862 puis comme représentant de l'Oregon à la Chambre des représentants des États-Unis de 1879 à 1881.

## Biographie
John Whiteaker est né le 4 mai 1820 dans le comté de Dearborn en Indiana. En 1849, au cours de la ruée vers l'or en Californie, il se rend sur la côté Pacifique puis s'installe dans le territoire de l'Oregon en 1852.
Il s'engage ensuite en politique au sein du Parti démocrate et devient le premier gouverneur de l'État de l'Oregon lors de son adhésion à l'Union en 1859. Il siège ensuite à la Chambre des représentants de l'Oregon de 1866 à 1872, puis au Sénat de l'État de 1876 à 1880. Whiteaker est ensuite élu au Congrès des États-Unis en tant que représentant de l'Oregon.
Il meurt le 2 octobre 1902 à Eugene en Oregon.